# Cosmochimie
La cosmochimie est une branche de la géochimie qui s’intéresse aux origines et à l’évolution des nucléides dans l'Univers et plus spécifiquement dans le Système solaire. Les spécialistes de cette discipline sont qualifiés de cosmochimistes.

## Définition
La cosmochimie se base sur l’application des techniques de chimie analytique, déjà employées en géochimie, à l’étude de météorites et de matériels extraterrestres échantillonnés sur la Lune (missions Apollo) ou plus récemment dans la queue d’une comète (mission Stardust). La branche de la cosmochimie qui traite des compositions isotopiques d’éléments présents dans les météorites est appelée cosmochimie isotopique. Elle peut être rapprochée de la géochimie isotopique pratiquée sur les matériaux terrestres.
En tant que champ disciplinaire scientifique, elle apporte des contraintes aux théories de nucléosynthèse primordiale autant que de nucléosynthèse stellaire, notamment les divers processus nucléosynthétiques actifs pendant les phases de supernovaes. Elle est aussi une source de données pour l'étude du disque présolaire, l'accrétion des premiers objets du système solaire, et leur évolution précoce (formation des planétésimaux).
Enfin, elle fournit un exemple pour les études d'astrochimie d'autres objets dans l'Univers. Notons enfin que l'évolution de l'exploration des corps du système solaire avec des véhicules astromobiles équipés de laboratoires analytiques, ou préleveurs d'échantillons, fait évoluer le vocabulaire : pour les cibles de ces derniers, comme pour les météorites dont ils sont l'origine, avérée (lunaires, martiennes) ou hypothétisée (corps de la ceinture d'astéroïdes), on entend plus volontiers le terme de « géochimie » (voir les nombreux résumés des communiqués, par exemple des congrès LPSC ou des « métsocs »).

## Outils
Les outils de la cosmochimie recouvrent ceux de la géochimie traditionnelle. Des dosages de concentrations élémentaires sont réalisés par exemple par fluorescence X ou spectrométrie de masse à source plasma. Les compositions isotopiques de gaz rares sont obtenues par spectrométrie de masse à source gazeuse. C’est également le cas de l’oxygène et de l’hydrogène bien que les techniques de sondes ioniques se soient imposées pour ces éléments au cours des dernières années. Les compositions isotopiques d’éléments tels que Pb, Hf, Nd, Cu, Zn ou Fe sont mesurées à l’aide de spectromètres de masse à source plasma ou à thermo-ionisation. Également très utilisés les outils d'imagerie tels que ceux de la microscopie électronique ou la tomographie 3D par rayonnement synchrotron.

## Conférences
Depuis 37 ans et le retour sur Terre de la mission Apollo 11, la communauté cosmochimiste se réunit annuellement à Houston aux États-Unis, au sein du monde de la planétologie, pour les séances de la Lunar and Planetary Science Conference organisée par le Lunar and Planetary Institute. Une autre conférence, plus centrée sur les météorites, est également organisée chaque année par la Meteoritical Society.

## Laboratoires de cosmochimie en France
Aujourd’hui, les principaux centres français de cosmochimie sont l’École normale supérieure de Lyon, le Muséum national d'histoire naturelle, à Paris, l’Institut de physique du globe de Paris, et le Centre de recherches pétrographiques et géochimiques, à Nancy.

## Liste de cosmochimistes français
(Ordre alphabétique de nom)
- Francis Albarède (École normale supérieure de Lyon ; modèles de genèse du système solaire) ;
- Claude Allègre (Institut de physique du globe de Paris ; origine, datation et histoire du système solaire) ;
- Jean-Louis Birck (Institut de physique du globe de Paris ; anomalies isotopiques des éléments à courte période, modèles de nucléosynthèse) ;
- Bernard Bourdon (École normale supérieure de Lyon ; éléments radioactifs à longue période) ;
- Michèle Bourot-Denise (Muséum national d'histoire naturelle ; pétrologie des météorites) ;
- Marc Chaussidon (Centre de recherches pétrographiques et géochimiques de Nancy ; modèle de formation du système solaire, spallation) ;
- Cécile Engrand (IAS Orsay…) ;
- Christa Göpel (Institut de physique du globe de Paris ; datation des premiers instants du système solaire) ;
- Matthieu Gounelle (Muséum national d'histoire naturelle ; modèles de nucléosynthèse) ;
- Roger Hewins (Muséum national d'histoire naturelle ; formation des chondres, et premiers minéraux dans le disque protosolaire ; médaille Léonard 2014) ;
- Guy Libourel (Centre de recherches pétrographiques et géochimiques de Nancy puis Université Côte-d'Azur / Observatoire de la Côte d'Azur / CNRS laboratoire Lagrange ; histoire des premiers planétésimaux) ;
- Gérard Manhès (Institut de physique du globe de Paris ; datation des premiers instants du système solaire) ;
- Bernard Marty (Centre de recherches pétrographiques et géochimiques de Nancy ; gaz rares dans les météorites) ;
- François Robert (Muséum national d'histoire naturelle ; isotopes de l'hydrogène et éléments légers ; médaille Léonard 2011) ;
- Brigitte Zanda[3] (Muséum national d’histoire naturelle ; aussi météoritologue, responsable de la collection nationale de météorites et l'une des porteurs des projets, scientifique FRIPON et de science participative « Vigie-Ciel »[4]).